# John Finlay (cầu thủ bóng đá)
John Finlay (16 tháng 2 năm 1919 – 5 tháng 3 năm 1985) là một cầu thủ bóng đá người Anh thi đấu ở vị trí tiền đạo tầm xa cho Sunderland.